# Tulbingerkogel
Tulbingerkogel är en ort i Österrike. Den ligger i kommunen Tulbing i distriktet Tulln i förbundslandet Niederösterreich, i den östra delen av landet, 18 km väster om huvudstaden Wien. 